# ちりめん供養
『ちりめん供養』（ちりめんくよう）は、1934年に製作・公開された日本のサイレント映画である。国定忠次を主人公にした時代劇である。

## スタッフ
- 監督 : 池田富保
- 脚本 : 三室戸寛二
- 原作 : 都島純
- 撮影 : 松村偵三

## キャスト
- 国定忠次 : 阪東勝太郎
- 下仁田の文二 : 市川百々之助
- 松島屋藤蔵 : 磯川勝彦
- 娘お京 : 山田五十鈴
- 小雨の花五郎 : 浅香新八郎
- 政吉 : 片岡左近
- 平六 : 大倉多一郎
- 弁慶の新太 : 近衛十四郎
- 義平 : 川島国男
- 叔母おみち : 小松みどり
- おつや : 吾妻由紀子